# Vandijkophrynus inyangae
Espèce
Synonymes
- Bufo gariepensis inyangae Poynton, 1963
- Bufo inyangae Poynton, 1963

Statut de conservation UICN

 VU  : Vulnérable
Vandijkophrynus inyangae est une espèce d'amphibiens de la famille des Bufonidae.

## Répartition
Cette espèce est endémique des monts Inyanga dans l'est du Zimbabwe. Elle se rencontre entre 2 400 et 2 560 m d'altitude. 
Sa présence est incertaine au Mozambique.

## Description
Le mâle mesure 40,4 mm et la femelle 42,6 mm

## Étymologie
Son nom d'espèce lui a été donné en référence au lieu de sa découverte, les monts Inyanga.

## Publication originale
- Poynton, 1963 : Descriptions of southern African amphibians. Annals of the Natal Museum, vol. 15, p. 319-332 (« texte intégral »(Archive.org • Wikiwix • Archive.is • Google • Que faire ?)).